# Le Journal d'un fou (Gogol)
 (octobre 2024).
 (octobre 2024).
Pour les articles homonymes, voir Le Journal d'un fou.
Le Journal d'un fou (en russe : Записки сумасшедшего) est une nouvelle de l'écrivain russe Nicolas Gogol, écrite en 1834. Elle est publiée en 1835 dans le recueil Arabesques, sous le titre Extraits du journal d'un fou. En 1843, dans ses Œuvres complètes, l'auteur choisit de l'inclure dans le recueil des Nouvelles de Pétersbourg. 
Avec Le Manteau et Le Nez, Le Journal d'un fou est considéré comme l'une des nouvelles les plus marquantes de Gogol.
Il s'agit de la seule œuvre de Gogol écrite à la première personne et sous la forme d'un journal.

## Résumé
La nouvelle se présente sous la forme d'un journal intime. Il est tenu par le protagoniste, Poprichtchine (Попри́щин), un petit fonctionnaire. Il y raconte des épisodes de sa vie et de son travail, décrit diverses personnes qu'il côtoie et y confie les sentiments qu'il éprouve pour la fille de son directeur, Sophie. Les premiers signes de folie apparaissent rapidement sous la forme d'une érotomanie. En effet, Poprichtchine croit que Medji, la chienne de Sophie, saurait parler et écrire : il l'espionne donc et pense mettre la main sur des lettres qu'elle aurait écrites à son ami chien, Fidèle.
En quelques jours, le fonctionnaire perd tout rapport à la réalité : il s'imagine soudain qu'il est en fait le roi d'Espagne, Ferdinand VIII. Sa démence se reflète jusque dans les dates de son journal : celui-ci commence un 3 octobre, mais le jour où il réalise qu'il est monarque est daté du 43 avril 2000. Sa folie s'aggrave encore et il est interné dans un asile psychiatrique, qu'il prend pour la cour d'Espagne. Il perd finalement complètement la raison et les entrées de son journal deviennent incohérentes. 

## Personnage principal
Le héros du Journal d'un fou est Avksenty Ivanovitch Poprichtchine, un modeste fonctionnaire pétersbourgeois âgé de 42 ans - mais petit noble - dont la fonction consiste à tailler des plumes pour son patron, le directeur d'un Ministère. Il s'occupe également de traiter des dossiers. Il tombe amoureux de Sophie, la fille de son patron, sans que cela soit réciproque.
Les critiques ont souligné à plusieurs reprises la signification du nom de famille du héros de la nouvelle. Avksenty Ivanovitch, profondément insatisfait de sa fonction, est obsédé par une idée fixe : sa carrière (poprichtche en russe) entravée et méprisée par ceux qui le côtoient. Poprichtchine est frustré que le chef de bureau du Ministère le mène à la baguette : « Voilà déjà un bout de temps qu'il me dit : "Comment se fait-il que tu aies toujours un tel brouillamini dans la cervelle, frère ? Certains jours tu te démènes comme un possédé, tu fais un tel gâchis, que le diable lui-même n'y retrouverait pas son bien, tu écris un titre en petites lettres, tu n'indiques ni la date, ni le numéro." ».

## Genèse
Le sujet du Journal d'un fou remonte à deux projets différents que Gogol a menés au début des années 1830 : le Journal d'un musicien fou, mentionné dans la revue Arabesques, et la comédie Vladimir tret'ej stepeni. Comme l'indiquent les lettres de Gogol à Ivan Dmitriev du 30 novembre 1832, et de Piotr Pletniov à Vassili Joukovski du 8 décembre 1832, l'auteur ukrainien se laisse inspirer par le recueil de nouvelles La Maison des fous de Vladimir Odoïevski, publié par la suite sous le titre Les Nuits russes. En effet, ces dernières ont pour thème l'imagination ou la folie de personnages très talentueux. Les points communs entre L'Improvisateur et Le Portrait démontrent l'influence exercée sur Gogol dans l'élaboration de son œuvre. Le même enthousiasme pour les thèmes romantiques d'Odoïevski mène, semble-t-il, à l'élaboration du Journal d'un musicien fou. Ceci rattache donc Le Journal d'un fou à la tradition romantique des nouvelles ayant pour sujet un artiste tourmenté.
Gogol réalise donc son Journal en 1834, à partir du projet d'une comédie qui avait pour thèmes des fonctionnaires, en lui rempruntant toute une série de détails concernant les mœurs, le sujet et la stylistique. L'idée d'un général qui rêve de recevoir une décoration et qui confie ses rêves d'ambition à un chien d'appartement se retrouve déjà dans Le Matin d'un homme d'affaires, l'extrait d'une comédie datée de 1832. Dans les scènes suivantes, le prototype comique de Poprichtchine lui-même paraît déjà, ainsi que de son milieu, dans les traits des petits fonctionnaires Schneider, Kaplounov et Pétrouchevitch. L'opinion de Poprichtchine sur les fonctionnaires qui n'aiment pas aller au théâtre se retrouve directement dans le dialogue entre Schneider et Kaplounov au sujet du théâtre allemand.

## Adaptations
Les Mémoires d'un fou (titre de la première traduction de Louis Viardot, 1845) ou Le Journal d'un fou (titre préféré aujourd'hui) ont été plusieurs fois adaptés et mis en scène au théâtre, entre autres par Lucette Sagnières au théâtre Daniel Sorano, à Vincennes, en 1981, le compositeur Youri Boutsko et généralement pour un conteur seul. 
Il est également adapté au cinéma à plusieurs reprises, en 1963 et en 1987 par Roger Coggio. Une récente adaptation est faite par Jean-Marie Torrenté à Saint-Maurice en Valais.
En février 2010, Jérémie Le Louët crée avec la Compagnie des Dramaticules une lecture théâtralisée du Journal d'un fou.
En 2023, Ronan Rivière l'adapte et le met en scène avec son collectif Voix des Plumes au Mois Molière, au Lucernaire, au Festival Off d'Avignon et en tournée.